# Al-Qabil
Al-Qabil (auch Al-Kabil) ist ein Dorf mit ca. 1000 Einwohnern im Sultanat Oman. Al-Qabil liegt im östlichen Landesinneren direkt an den Ausläufern der Rimal Al Wahiba Wüste und an der Fernstraße Route 23. Al-Qabil ist administrativ auch ein Wilaya des Gouvernements Schamal asch-Scharqiyya. Der Verwaltungsbezirk hat eine Größe von 1632 km² und eine Einwohnerzahl von 16.033 Personen. Zur Ortschaft gehört ebenfalls der Ort Al-Dariz.